# الاتحاد الدولي لكرة القاعدة
الاتحاد الدولي لكرة القاعدة أو الاتحاد الدولي للبيسبول (بالإنجليزية: International Baseball Federation)‏ (بالإسبانية: Federación Internacional de Béisbol)‏ ، هي منظمة اتحادية رياضية تعنى بالاهتمام لرياضة كرة القاعدة (البيسبول) ، أنشئت عام 1938م، وتقع مقرها في مدينة لوزان السويسرية.

## وصلات خارجية
- International Baseball Federation website
- Baseball live score service website